# Lista tomów serii Dziewczyna do wynajęcia
Ten artykuł zawiera listę tomów serii Dziewczyna do wynajęcia autorstwa Reijiego Miyajimy, publikowanej w magazynie „Shūkan Shōnen Magazine” wydawnictwa Kōdansha od 12 lipca 2017. Pierwszy tom tankōbon ukazał się 17 października 2018, natomiast według stanu na 17 października 2024, do tej pory wydano 38 tomów.
W Polsce prawa do dystrybucji mangi nabyło wydawnictwo Waneko, natomiast pierwszy tom ukazał się 26 października 2020. 
Spin-off serii, zatytułowany Kanojo, hitomishirimasu (jap. 彼女、人見知ります), publikowany jest w aplikacji Magazine Pocket od 21 czerwca 2020 i skupia się na postaci Sumi Sakurasawy.

## Główna seria
| Nr | Język japoński       | Język japoński         | Język polski         | Język polski           |
| Nr | Data wydania         | ISBN                   | Data wydania         | ISBN                   |
| --- | -------------------- | ---------------------- | -------------------- | ---------------------- |
| 1 | 17 października 2017 | ISBN 978-4-06-510221-3 | 26 października 2020 | ISBN 978-83-8096-877-6 |
| Lista rozdziałów - 001. „Dziewczyna”, Chizuru Mizuhara (jap. 「彼女」，水原千鶴 „Kanojo”, Mizuhara Chizuru) - 002. Moja dziewczyna (jap. 俺の彼女 Ore no kanojo) - 003. Dziewczyna z sąsiedztwa (jap. 隣の彼女 Tonari no kanojo) - 004. Była dziewczyna, Mami Nanami (jap. 「元カノ」, 七海麻美 „Moto kano”, Nanami Mami) - 005. Moja „dziewczyna” i moja była (jap. 元カノと彼女 Moto kano to kanojo) |                      |                        |                      |                        |
| 2 | 15 grudnia 2017      | ISBN 978-4-06-510580-1 | 15 grudnia 2020      | ISBN 978-83-8096-878-3 |
| Lista rozdziałów - 006. Dziewczyna i złamane serce (jap. 失恋と彼女 Shitsuren to kanojo) - 007. Dziewczyna i morze 1 (jap. 海と彼女 1 Umi to kanojo 1) - 008. Dziewczyna i morze 2 (jap. 海と彼女 2 Umi to kanojo 2) - 009. Dziewczyna i morze 3 (jap. 海と彼女 3 Umi to kanojo 3) - 010. Dziewczyna i morze 4 (jap. 海と彼女 4 Umi to kanojo 4) - 011. Dziewczyna i gra w pocky (jap. ポッキーげームと彼女 Pokkīgēmu to kanojo) - 012. Dziewczyna i bójka (jap. 彼女とガキのケンカ Kanojo to gaki no kenka) - 013. Dziewczyna i przyjaciel (jap. 友達と彼女 Tomodachi to kanojo) - 014. Dziewczyna i morze 5 (jap. 海と彼女 5 Umi to kanojo 5) |                      |                        |                      |                        |
| 3 | 16 lutego 2018       | ISBN 978-4-06-510970-0 | 25 lutego 2021       | ISBN 978-83-8096-879-0 |
| Lista rozdziałów - 015. Dziewczyna i morze 6 (jap. 海と彼 6 Umi to kanojo 6) - 016. Dziewczyna i pragnienie (jap. 衝動と彼女 Shōdō to kanojo) - 017. Dziewczyna i gorące źródła 1 (jap. 温泉と彼女 1 Onsen to kanojo 1) - 018. Dziewczyna i gorące źródła 2 (jap. 温泉と彼女 2 Onsen to kanojo 2) - 019. Dziewczyna i gorące źródła 3 (jap. 温泉と彼女 3 Onsen to kanojo 3) - 020. Dziewczyna i dziewczyna 1 (jap. 彼女と彼女 1 Kanojo to kanojo 1) - 021. Dziewczyna i dziewczyna 2 (jap. 彼女と彼女 2 Kanojo to kanojo 2) - 022. Dziewczyna i dziewczyna 3 (jap. 彼女と彼女 3 Kanojo to kanojo 3) - 023. Dziewczyna i dziewczyna 4 (jap. 彼女と彼女 4 Kanojo to kanojo 4) |                      |                        |                      |                        |
| 4 | 17 kwietnia 2018     | ISBN 978-4-06-511207-6 | 25 kwietnia 2021     | ISBN 978-83-8096-880-6 |
| Lista rozdziałów - 024. Dziewczyna i dziewczyna 5 (jap. 彼女と彼女 5 Kanojo to kanojo 5) - 025. Dziewczyna i dziewczyna 6 (jap. 彼女と彼女 6 Kanojo to kanojo 6) - 026. Dziewczyna i dziewczyna 7 (jap. 彼女と彼女 7 Kanojo to kanojo 7) - 027. Dziewczyna i dziewczyna 8 (jap. 彼女と彼女 8 Kanojo to kanojo 8) - 028. „Dziewczyna”, Ruka Sarashina (jap. 「彼女」, 更科るか „Kanojo”, Sarashina Ruka) - 029. Dziewczyna i święta 1 (jap. クリスマスと彼女 1 Kurisumasu to kanojo 1) - 030. Dziewczyna i święta 2 (jap. クリスマスと彼女 2 Kurisumasu to kanojo 2) - 031. Dziewczyna i święta 3 (jap. クリスマスと彼女 3 Kurisumasu to kanojo 3) - 032. Dwie dziewczyny 1 (jap. ２人の彼女 1 2-ri no kanojo 1) |                      |                        |                      |                        |
| 5 | 15 czerwca 2018      | ISBN 978-4-06-511621-0 | 25 czerwca 2021      | ISBN 978-83-8096-881-3 |
| Lista rozdziałów - 033. Dwie dziewczyny 2 (jap. ２人の彼女 2 2-ri no kanojo 2) - 034. Dwie dziewczyny 3 (jap. ２人の彼女 3 2-ri no kanojo 3) - 035. Dwie dziewczyny 4 (jap. ２人の彼女 4 2-ri no kanojo 4) - 036. Dwie dziewczyny 5 (jap. ２人の彼女 5 2-ri no kanojo 5) - 037. Dziewczyna i tchórz 1 (jap. 臆病者と彼女 1 Okubyōmono to kanojo 1) - 038. Dziewczyna i tchórz 2 (jap. 臆病者と彼女 2 Okubyōmono to kanojo 2) - 039. Dziewczyna i tchórz 3 (jap. 臆病者と彼女 3 Okubyōmono to kanojo 3) - 040. Dziewczyna i majtki (jap. 彼女とパンツ Kanojo to pantsu) - 041. Dziewczyna i obietnica na balkonie 1 (jap. 彼女とベランダの約束 Kanojo to beranda no yakusoku) |                      |                        |                      |                        |
| 6 | 14 września 2018     | ISBN 978-4-06-512239-6 | 25 sierpnia 2021     | ISBN 978-83-8096-882-0 |
| Lista rozdziałów - 042. Niedopasowana dziewczyna 1 (jap. 不適合の彼女 1 Futekigō no kanojo 1) - 043. Niedopasowana dziewczyna 2 (jap. 不適合の彼女 2 Futekigō no kanojo 2) - 044. Dziewczyna i obietnica na balkonie 2 (jap. 彼女とベランダの約束 2 Kanojo to beranda no yakusoku 2) - 045. Dziewczyna i czas na koniec 1 (jap. 彼女と引き際 1 Kanojo to hikigiwa 1) - 046. Dziewczyna i czas na koniec 2 (jap. 彼女と引き際 2 Kanojo to hikigiwa 2) - 047. Moja dziewczyna i moja była 2 (jap. 元カノと彼女 2 Moto kano to kanojo 2) - 048. Moja dziewczyna i moja była 3 (jap. 元カノと彼女 3 Moto kano to kanojo 3) - 049. Dziewczyna i wyznanie (jap. 告白と彼女 Kokuhaku to kanojo) - Dodatek. Dziewczyna do wynajęcia × Senryuu shoujo (jap. 番外編 彼女､お借りします×川柳少女 Bangai-hen kanojo, okarishimasu × Senryū shōjo)                                                                                    |                      |                        |                      |                        |
| 7 | 16 listopada 2018    | ISBN 978-4-06-512994-4 | 26 października 2021 | ISBN 978-83-8096-883-7 |
| Lista rozdziałów - 050. Dziewczyna i marzenie 1 (jap. 夢と彼女 1 Yume to kanojo 1) - 051. Dziewczyna i marzenie 2 (jap. 夢と彼女 2 Yume to kanojo 2) - 052. Dziewczyna i marzenie 3 (jap. 夢と彼女 3 Yume to kanojo 3) - 053. Dziewczyna i marzenie 4 (jap. 夢と彼女 4 Yume to kanojo 4) - 054. Rozdział specjalny: Dzień z życia Sumi Sakurasawy (jap. 番外編 桜沢墨かんさつにっき Bangai-hen Sakurazawa Boku kan satsu ni kki) - 055. Dziewczyna i ojciec (jap. 彼女と父親 Kanojo to chichioya) - 056. „Dziewczyna”, Chizuru Ichinose 1 (jap. 「彼女」，一ノ瀬ちづる 1 Kanojo, Ichinose Chizuru 1) - 057. „Dziewczyna”, Chizuru Ichinose 2 (jap. 「彼女」，一ノ瀬ちづる 2 Kanojo, Ichinose Chizuru 2) - 058. „Dziewczyna”, Chizuru Ichinose 3 (jap. 「彼女」，一ノ瀬ちづる 3 Kanojo, Ichinose Chizuru 3) |                      |                        |                      |                        |
| 8 | 17 stycznia 2019     | ISBN 978-4-06-513937-0 | 22 grudnia 2021      | ISBN 978-83-8096-884-4 |
| Lista rozdziałów - 059. „Dziewczyna”, Chizuru Ichinose 4 (jap. 「彼女」，一ノ瀬ちづる 4 Kanojo, Ichinose Chizuru 4) - 060. „Dziewczyna”, Chizuru Ichinose 5 (jap. 「彼女」，一ノ瀬ちづる 5 Kanojo, Ichinose Chizuru 5) - 061. „Dziewczyna”, Chizuru Ichinose 6 (jap. 「彼女」，一ノ瀬ちづる 6 Kanojo, Ichinose Chizuru 6) - 062. Dziewczyna i noc 1 (jap. 夜と彼女 1 Yoru to kanojo 1) - 063. Dziewczyna i noc 2 (jap. 夜と彼女 2 Yoru to kanojo 2) - 064. Dziewczyna i noc 3 (jap. 夜と彼女 3 Yoru to kanojo 3) - 065. Dziewczyna i noc 4 (jap. 夜と彼女 4 Yoru to kanojo 4) - 066. Dziewczyna i urodziny 1 (jap. 誕生日と彼女 1 Tanjōbi to kanojo 1) - 067. Dziewczyna i urodziny 2 (jap. 誕生日と彼女 2 Tanjōbi to kanojo 2) |                      |                        |                      |                        |
| 9 | 15 marca 2019        | ISBN 978-4-06-513937-0 | 25 lutego 2022       | ISBN 978-83-8096-885-1 |
| Lista rozdziałów - 068. Dziewczyna i urodziny 3 (jap. 誕生日と彼女 3 Tanjōbi to kanojo 3) - 069. Dziewczyna i urodziny 4 (jap. 誕生日と彼女 4 Tanjōbi to kanojo 4) - 070. Dziewczyna i alkohol 1 (jap. 酒と彼女 1 Sake to kanojo 1) - 071. Dziewczyna i alkohol 2 (jap. 酒と彼女 2 Sake to kanojo 2) - 072. Dziewczyna i alkohol 3 (jap. 酒と彼女 3 Sake to kanojo 3) - 073. Dziewczyna i alkohol 4 (jap. 酒と彼女 4 Sake to kanojo 4) - 074. Dziewczyna i kac (jap. 二日酔いと彼女 Futsukayoi to kanojo) - 075. Była dziewczyna i próbna dziewczyna 1 (jap. 元カノと仮カノ 1 Moto kano to kari kano 1) - 076. Była dziewczyna i próbna dziewczyna 2 (jap. 元カノと仮カノ 2 Moto kano to kari kano 2) |                      |                        |                      |                        |
| 10 | 17 maja 2019         | ISBN 978-4-06-515139-6 | 25 maja 2022         | ISBN 978-83-8096-886-8 |
| Lista rozdziałów - 077. Była dziewczyna i próbna dziewczyna 3 (jap. 元カノと彼女 3 Moto kano to kanojo 3) - 078. Dziewczyna i wymarzona randka 1 (jap. 彼女と夢のデート 1 Kanojo to yume no dēto 1) - 079. Dziewczyna i wymarzona randka 2 (jap. 彼女と夢のデート 2 Kanojo to yume no dēto 2) - 080. Dziewczyna i wymarzona randka 3 (jap. 彼女と夢のデート 3 Kanojo to yume no dēto 3) - 081. Dziewczyna i wymarzona randka 4 (jap. 彼女と夢のデート 4 Kanojo to yume no dēto 4) - 082. Dziewczyna i wymarzona randka 5 (jap. 彼女と夢のデート 5 Kanojo to yume no dēto 5) - 083. Dziewczyna, dom rodzinny i pocałunek 1 (jap. 彼女と実家とキス 1 Kanojo to jikka to kisu 1) - 084. Dziewczyna, dom rodzinny i pocałunek 2 (jap. 彼女と実家とキス 2 Kanojo to jikka to kisu 2) - 085. Dziewczyna, dom rodzinny i pocałunek 3 (jap. 彼女と実家とキス 3 Kanojo to jikka to kisu 3)                                       |                      |                        |                      |                        |
| 11 | 16 sierpnia 2019     | ISBN 978-4-06-515727-5 | 11 sierpnia 2022     | ISBN 978-83-8096-887-5 |
| Lista rozdziałów - 086. Dziewczyna, dom rodzinny i pocałunek 4 (jap. 彼女と実家とキス 4 Kanojo to jikka to kisu 4) - 087. Dziewczyna, dom rodzinny i pocałunek 5 (jap. 彼女と実家とキス 5 Kanojo to jikka to kisu 5) - 088. Dziewczyna, dom rodzinny i pocałunek 6 (jap. 彼女と実家とキス 6 Kanojo to jikka to kisu 6) - 089. Dziewczyna, dom rodzinny i pocałunek 7 (jap. 彼女と実家とキス 7 Kanojo to jikka to kisu 7) - 090. Dziewczyna i limit 1 (jap. 彼女と期限 1 Kanojo to kigen 1) - 091. Dziewczyna i limit 2 (jap. 彼女と期限 2 Kanojo to kigen 2) - 092. Dziewczyna i rzeczy, które mogę zrobić 1 (jap. 彼女と僕にできること 1 Kanojo to boku ni dekiru koto 1) - 093. Dziewczyna i rzeczy, które mogę zrobić 2 (jap. 彼女と僕にできること 2 Kanojo to boku ni dekiru koto 2) - 094. Dziewczyna i rzeczy, które mogę zrobić 3 (jap. 彼女と僕にできること 3 Kanojo to boku ni dekiru koto 3)                  |                      |                        |                      |                        |
| 12 | 17 października 2019 | ISBN 978-4-06-517162-2 | 25 listopada 2022    | ISBN 978-83-8096-888-2 |
| Lista rozdziałów - 095. Dziewczyna i rzeczy, które mogę zrobić 4 (jap. 彼女と僕にできること 4 Kanojo to boku ni dekiru koto 4) - 096. Dziewczyna i rzeczy, które mogę zrobić 5 (jap. 彼女と僕にできること 5 Kanojo to boku ni dekiru koto 5) - 097. Dziewczyna i rzeczy, które mogę zrobić 6 (jap. 彼女と僕にできること 6 Kanojo to boku ni dekiru koto 6) - 098. Dziewczyna i rzeczy, które mogę zrobić 7 (jap. 彼女と僕にできること 7 Kanojo to boku ni dekiru koto 7) - 099. Dziewczyna i rzeczy, które mogę zrobić (jap. 彼女と彼女にできること Kanojo to kanojo ni dekiru koto) - 100. Dziewczyna, Chizuru Mizuhara 2 (jap. 「彼女」, 水原千鶴 2 Kanojo, Mizuhara Chizuru 2) - 101. Dziewczyna, Chizuru Mizuhara 3 (jap. 「彼女」, 水原千鶴 3 Kanojo, Mizuhara Chizuru 3) - 102. Dziewczyna i marzenie 5 (jap. 夢と彼女 Yume to kanojo) - 103. Dziewczyna, marzenie i ja (jap. 夢と彼女と俺 Yume to kanojo to ore) |                      |                        |                      |                        |
| 13 | 17 grudnia 2019      | ISBN 978-4-06-517546-0 | 22 grudnia 2022      | ISBN 978-83-8096-889-9 |
| Lista rozdziałów - 104. Dziewczyna i podział rachunku (jap. 割り勘と彼女 Warikan to kanojo) - 105. Dziewczyna z sąsiedztwa 2 (jap. 隣の彼女 2 Tonari no kanojo 2) - 106. Dziewczyna z sąsiedztwa 3 (jap. 隣の彼女 3 Tonari no kanojo 3) - 107. Dziewczyna i mieszkanie 203 1 (jap. ２０３と彼女 1 203 to kanojo 1) - 108. Dziewczyna i mieszkanie 203 2 (jap. ２０３と彼女 2 203 to kanojo 2) - 109. Dziewczyna i omlet ryżowy (jap. オムライスと彼女 Omuraisu to kanojo) - 110. Dziewczyna, dziewczyna i mieszkanie 203 1 (jap. ２０３と彼女と彼女 1 203 to kanojo to kanojo 1) - 111. Dziewczyna, dziewczyna i mieszkanie 203 2 (jap. ２０３と彼女と彼女 2 203 to kanojo to kanojo 2) - 112. Dziewczyna i chłopak (jap. 彼と彼女 Kare to kanojo) |                      |                        |                      |                        |
| 14 | 17 marca 2020        | ISBN 978-4-06-518556-8 | 23 lutego 2023       | ISBN 978-83-8096-890-5 |
| Lista rozdziałów - 113. Dziewczyna z sąsiedztwa 4 (jap. 隣の彼女 4 Tonari no kanojo 4) - 114. Dziewczyna z sąsiedztwa 5 (jap. 隣の彼女 5 Tonari no kanojo 5) - 115. Dziewczyna z sąsiedztwa 6 (jap. 隣の彼女 6 Tonari no kanojo 6) - 116. Dziewczyna i scenariusz (jap. 脚本と彼女 Kyakuhon to kanojo) - 117. Dziewczyna i reżyser (jap. 監督と彼女 Kantoku to kanojo) - 118. Dziewczyna, dziewczyna i dziewczyna 1 (jap. 彼女と彼女と彼女 1 Kanojo to kanojo to kanojo 1) - 119. Dziewczyna, dziewczyna i dziewczyna 2 (jap. 彼女と彼女と彼女 2 Kanojo to kanojo to kanojo 2) - 120. Dziewczyny i ulotki (jap. 彼女たちとビラ配り Kanojotachi to birakubari) - 121. Dziewczyna i mieszkanie 204 1 (jap. 彼女と204 1 Kanojo to 204 1) |                      |                        |                      |                        |
| 15 | 17 czerwca 2020      | ISBN 978-4-06-519178-1 | 25 kwietnia 2023     | ISBN 978-83-8242-462-1 |
| Lista rozdziałów - 122. Dziewczyna i mieszkanie 204 2 (jap. 彼女と204 2 Kanojo to 204 2) - 123. Dziewczyna i ostatni dzień 1 (jap. 最終日と彼女 1 Saishū-bi to kanojo 1) - 124. Dziewczyna i ostatni dzień 2 (jap. 最終日と彼女 2 Saishū-bi to kanojo 2) - 125. Dziewczyna i ostatni dzień 3 (jap. 最終日と彼女 3 Saishū-bi to kanojo 3) - 126. Dziewczyna i ostatni dzień 4 (jap. 最終日と彼女 4 Saishū-bi to kanojo 4) - 127. Dziewczyna i ostatni dzień 5 (jap. 最終日と彼女 5 Saishū-bi to kanojo 5) - 128. Dziewczyna i powitania (jap. 挨拶と彼女 Aisatsu to kanojo) - 129. Dziewczyna i zdjęcia 1 (jap. 撮影と彼女 1 Satsuei to kanojo 1) - 130. Dziewczyna i zdjęcia 2 (jap. 撮影と彼女 2 Satsuei to kanojo 2) |                      |                        |                      |                        |
| 16 | 17 sierpnia 2020     | ISBN 978-4-06-520332-3 | 26 czerwca 2023      | ISBN 978-83-8242-463-8 |
| Lista rozdziałów - 131. Dziewczyna i zdjęcia 3 (jap. 撮影と彼女 3 Satsuei to kanojo 3) - 132. Dziewczyna i ostatnia scena 1 (jap. ラストシーンと彼女 1 Rasutoshīn to kanojo 1) - 133. Dziewczyna i ostatnia scena 2 (jap. ラストシーンと彼女 2 Rasutoshīn to kanojo 2) - 134. Dziewczyna i ostatnia scena 3 (jap. 最ラストシーンと彼女 3 Rasutoshīn to kanojo 3) - 135. Dziewczyna i ostatnia scena 4 (jap. ラストシーンと彼女 4 Rasutoshīn to kanojo 4) - 136. Dziewczyna i ostatnia scena 5 (jap. ラストシーンと彼女 5 Rasutoshīn to kanojo 5) - 137. Dziewczyna i ostatnia scena 6 (jap. ラストシーンと彼女 6 Rasutoshīn to kanojo 6) - 138. Dziewczyna i ostatnia scena 7 (jap. ラストシーンと彼女 7 Rasutoshīn to kanojo 7) - 139. Dziewczyna i życzenie 1 (jap. 願い事と彼女 1 Negaigoto to kanojo 1) |                      |                        |                      |                        |
| 17 | 17 września 2020     | ISBN 978-4-06-520600-3 | 25 sierpnia 2023     | ISBN 978-83-8242-464-5 |
| Lista rozdziałów - 140. Dziewczyna i życzenie 2 (jap. 願い事と彼女 2 Negaigoto to kanojo 2) - 141. Dziewczyna i życzenie 3 (jap. 願い事と彼女 3 Negaigoto to kanojo 3) - 142. Dziewczyna i życzenie 4 (jap. 願い事と彼女 4 Negaigoto to kanojo 4) - 143. Dziewczyna i korzenie (jap. 彼女と芽 Kanojo to me) - 144. Dziewczyna i Kazuya (jap. 和也と彼女 Kazuya to kanojo) - 145. Dziewczyna i rodzina 1 (jap. 家族と彼女 1 Kazoku to kanojo 1) - 146. Dziewczyna i rodzina 2 (jap. 家族と彼女 2 Kazoku to kanojo 2) - 147. Dziewczyna i kłamstwo 1 (jap. 嘘と彼女 1 Uso to kanojo 1) - 148. Dziewczyna i kłamstwo 2 (jap. 嘘と彼女 2 Uso to kanojo 2) |                      |                        |                      |                        |
| 18 | 17 listopada 2020    | ISBN 978-4-06-521253-0 | 25 października 2023 | ISBN 978-83-8242-465-2 |
| Lista rozdziałów - 149. Dziewczyna, marzenie i ja 2 (jap. 夢と彼女と俺 Yume to kanojo to ore) - 150. Dziewczyna i kłamstwo 3 (jap. 嘘と彼女 3 Uso to kanojo 3) - 151. Dziewczyna i kłamstwo 4 (jap. 嘘と彼女 4 Uso to kanojo 4) - 152. Dziewczyna i kłamstwo 5 (jap. 嘘と彼女 5 Uso to kanojo 5) - 153. Dziewczyna i rozstanie (jap. お別れと彼女 O wakare to kanojo) - 154. Dziewczyna i serce (jap. ガールフレンドそして解決する Omoikiri to kanojo) - 155. Dziewczyna i niespodziewana wycieczka 1 (jap. 彼女と突発旅行 1 Kanojo to toppatsu ryokō 1) - 156. Dziewczyna i niespodziewana wycieczka 2 (jap. 彼女と突発旅行 2 Kanojo to toppatsu ryokō 2) - 157. Dziewczyna i chłopak 1 (jap. 彼女と彼氏 1 Kanojo to kareshi 1) |                      |                        |                      |                        |
| 19 | 17 lutego 2021       | ISBN 978-4-06-521641-5 | 27 grudnia 2023      | ISBN 978-83-8242-466-9 |
| Lista rozdziałów - 158. Dziewczyna i chłopak 2 (jap. 彼女と彼氏 2 Kanojo to kareshi 2) - 159. Dziewczyna i chłopak 3 (jap. 彼女と彼氏 3 Kanojo to kareshi 3) - 160. Dziewczyna i chłopak 4 (jap. 彼女と彼氏 4 Kanojo to kareshi 4) - 161. Dziewczyna i chłopak 5 (jap. 彼女と彼氏 5 Kanojo to kareshi 5) - 162. Dziewczyna i chłopak 6 (jap. 彼女と彼氏 6 Kanojo to kareshi 6) - 163. Dziewczyna i chłopak 7 (jap. 彼女と彼氏 7 Kanojo to kareshi 7) - 164. Dziewczyna i chłopak 8 (jap. 彼女と彼氏 8 Kanojo to kareshi 8) - 165. Dziewczyna i łzy 1 (jap. 彼女と涙 1 Kanojo to namida 1) - 166. Dziewczyna i łzy 2 (jap. 彼女と涙 2 Kanojo to namida 2) |                      |                        |                      |                        |
| 20 | 16 kwietnia 2021     | ISBN 978-4-06-522978-1 | 26 lutego 2024       | ISBN 978-83-8242-467-6 |
| Lista rozdziałów - 167. Dziewczyna i premiera (jap. 上映会と彼女 Jōei-kai to kanojo) - 168. Chłopak i codzienność (jap. 彼と日常 Kare to nichijō) - 169. Dziewczyna na próbę i gorące źródła (jap. 温泉と仮カノ Onsen to karikano) - 170. Dziewczyna i cierpienia miłosne (jap. 恋苦と彼女 Renku to kanojo) - 171. Dziewczyna i randka? 1 (jap. デート？と彼女 Dēto? To kanojo) - 172. Dziewczyna i randka? 2 (jap. デート？と彼女 2 Dēto? to Kanojo 2) - 173. Dziewczyna i wyznanie miłosne 1 (jap. 告白と彼女 1 Kokuhaku to kanojo 1) - 174. Dziewczyna i wyznanie miłosne 2 (jap. 告白と彼女 2 Kokuhaku to kanojo 2) - 175. Dziewczyna i westchnienia (jap. 溜め息と彼女 Tameiki to kanojo) |                      |                        |                      |                        |
| 21 | 17 czerwca 2021      | ISBN 978-4-06-523582-9 | 25 kwietnia 2024     | ISBN 978-83-8242-727-1 |
| Lista rozdziałów - 176. Dziewczyna i jaskinia tygrysów 1 (jap. 虎穴と彼女 1 Koketsu to kanojo 1) - 177. Dziewczyna i jaskinia tygrysów 2 (jap. 虎穴と彼女 2 Koketsu to kanojo 2) - 178. Dziewczyna i jaskinia tygrysów 3 (jap. 虎穴と彼女 3 Koketsu to kanojo 3) - 179. Dziewczyna i jaskinia tygrysów 4 (jap. 虎穴と彼女 4 Koketsu to kanojo 4) - 180. Dziewczyna i decyzja 1 (jap. 決意と彼女 Ketsui to kanojo) - 181. Dziewczyna i decyzja 2 (jap. 決意と彼女 2 Ketsui to kanojo 2) - 182. Dziewczyna i przyjaciel 2 (jap. 友達と彼女 2 Tomodachi to kanojo 2) - 183. Moja dziewczyna i moja była 5 (jap. 元カノと彼女 5 Moto kano to kanojo 5) - 184. Dziewczyna i wtedy (jap. その時と彼女 Sono toki to kanojo) - Dodatkowy komiks. Przedszkole „Dziewczyny do wynajęcia” |                      |                        |                      |                        |
| 22 | 17 sierpnia 2021     | ISBN 978-4-06-524487-6 | 25 czerwca 2024      | ISBN 978-83-8242-728-8 |
| Lista rozdziałów - 185. Dziewczyna i totalny nadzór (jap. 全力警備と彼女 Zenryoku keibi to kanojo) - 186. Dziewczyna i „nie ma szans” (jap. NGと彼女 NG to kanojo) - 187. Dziewczyna do wynajęcia i dziewczyna (jap. 仮カノと彼女 Kari kano to kanojo) - 188. Dziewczyna i raj 1 (jap. 楽園と彼女 1 Rakuen to kanojo 1) - 189. Dziewczyna i raj 2 (jap. 楽園と彼女 2 Rakuen to kanojo 2) - 190. Dziewczyna i raj 3 (jap. 楽園と彼女 3 Rakuen to kanojo 3) - 191. Dziewczyna i raj 4 (jap. 楽園と彼女 4 Rakuen to kanojo 4) - 192. Dziewczyna i raj 5 (jap. 楽園と彼女 5 Rakuen to kanojo 5) - 193. Dziewczyna i raj 6 (jap. 楽園と彼女 6 Rakuen to kanojo 6) - Dodatkowy komiks. Dziewczyna do wynajęcia w innym wymiarze (jap. 彼女、転生します Kanojo, tensei shimasu) |                      |                        |                      |                        |
| 23 | 15 października 2021 | ISBN 978-4-06-525140-9 | 28 sierpnia 2024     | ISBN 978-83-8242-729-5 |
| Lista rozdziałów - 194. Dziewczyna i raj 7 (jap. 楽園と彼女 7 Rakuen to kanojo 7) - 195. Dziewczyna i raj 8 (jap. 楽園と彼女 8 Rakuen to kanojo 8) - 196. Dziewczyna i raj 9 (jap. 楽園と彼女 9 Rakuen to kanojo 9) - 197. Dziewczyna i raj 10 (jap. 楽園と彼女 10 Rakuen to kanojo 10) - 198. Dziewczyna i raj 11 (jap. 楽園と彼女 11 Rakuen to kanojo 11) - 199. Dziewczyna i raj 12 (jap. 楽園と彼女 12 Rakuen to kanojo 12) - 200. Dziewczyna i raj 13 (jap. 楽園と彼女 13 Rakuen to kanojo 13) - 201. Dziewczyna i raj 14 (jap. 楽園と彼女 14 Rakuen to kanojo 14) - 202. Dziewczyna i raj 15 (jap. 楽園と彼女 15 Rakuen to kanojo 15) |                      |                        |                      |                        |
| 24 | 17 grudnia 2021      | ISBN 978-4-06-526285-6 | 25 października 2024 | ISBN 978-83-8242-730-1 |
| Lista rozdziałów - 203. Dziewczyna i raj 16 (jap. 楽園と彼女 16 Rakuen to kanojo 16) - 204. Dziewczyna i raj 17 (jap. 楽園と彼女 17 Rakuen to kanojo 17) - 205. Dziewczyna i raj 18 (jap. 楽園と彼女 18 Rakuen to kanojo 18) - 206. Dziewczyna i raj 19 (jap. 楽園と彼女 19 Rakuen to kanojo 19) - 207. Dziewczyna i raj 20 (jap. 楽園と彼女 20 Rakuen to kanojo 20) - 208. Dziewczyna i raj 21 (jap. 楽園と彼女 21 Rakuen to kanojo 21) - 209. Dziewczyna i raj 22 (jap. 楽園と彼女 22 Rakuen to kanojo 22) - 210. Dziewczyna i raj 23 (jap. 楽園と彼女 23 Rakuen to kanojo 23) - 211. Dziewczyna i raj 24 (jap. 楽園と彼女 24 Rakuen to kanojo 24) |                      |                        |                      |                        |
| 25 | 17 lutego 2022       | ISBN 978-4-06-526894-0 | 18 grudnia 2024      | ISBN 978-83-8242-871-1 |
| Lista rozdziałów - 212. Dziewczyna i raj 25 (jap. 楽園と彼女 25 Rakuen to kanojo 25) - 213. Dziewczyna i raj 26 (jap. 楽園と彼女 26 Rakuen to kanojo 26) - 214. Dziewczyna i raj 27 (jap. 楽園と彼女 27 Rakuen to kanojo 27) - 215. Była dziewczyna, Mami Nanami 2 (jap. 「元カノ」、七海麻美 2 „Moto kano”, Nanami Mami 2) - 216. Dziewczyna i raj 28 (jap. 楽園と彼女 28 Rakuen to kanojo 28) - 217. Dziewczyna i raj 29 (jap. 楽園と彼女 29 Rakuen to kanojo 29) - 218. Dziewczyna i raj 30 (jap. 楽園と彼女 30 Rakuen to kanojo 30) - 219. Dziewczyna i raj 31 (jap. 楽園と彼女 31 Rakuen to kanojo 31) - 220. Dziewczyna i raj 32 (jap. 楽園と彼女 32 Rakuen to kanojo 32) |                      |                        |                      |                        |
| 26 | 17 maja 2022         | ISBN 978-4-06-527923-6 | 25 lutego 2025       | ISBN 978-83-8242-935-0 |
| Lista rozdziałów - 221. Rakuen to kanojo 33 (jap. 楽園と彼女 33) - 222. Rakuen to kanojo 34 (jap. 楽園と彼女 34) - 223. Rakuen to kanojo 35 (jap. 楽園と彼女 35) - 224. Rakuen to kanojo 36 (jap. 楽園と彼女 36) - 225. Rakuen to kanojo 37 (jap. 楽園と彼女 37) - 226. Rakuen to kanojo 38 (jap. 楽園と彼女 38) - 227. Rakuen to kanojo 39 (jap. 楽園と彼女 39) - 228. Rakuen to kanojo 40 (jap. 楽園と彼女 40) |                      |                        |                      |                        |
| 27 | 15 lipca 2022        | ISBN 978-4-06-528497-1 | 25 kwietnia 2025     | ISBN 978-83-8242-936-7 |
| Lista rozdziałów - 229. Rakuen to kanojo 41 (jap. 楽園と彼女 41) - 230. Rakuen to kanojo 42 (jap. 楽園と彼女 42) - 231. Rakuen to kanojo (tsui) (jap. 楽園と彼女（終）) - 232. Kisu to kanojo 1 (jap. キスと彼女 1) - 233. Kisu to kanojo 2 (jap. キスと彼女 2) - 234. Kisu to kanojo 3 (jap. キスと彼女 3) - 235. Kisu to kanojo 4 (jap. キスと彼女 4) - 236. Kisu to kanojo 5 (jap. キスと彼女 5) - 237. Kisu to kanojo 6 (jap. キスと彼女 6) |                      |                        |                      |                        |
| 28 | 16 września 2022     | ISBN 978-4-06-529128-3 | 25 czerwca 2025      |                        |
| Lista rozdziałów - 238. Kisu to kanojo 7 (jap. キスと彼女 7) - 239. Kisu to kanojo 8 (jap. キスと彼女 8) - 240. Chōsa to kanojo 1 (jap. 調査と彼女 1) - 241. Chōsa to kanojo 2 (jap. 調査と彼女 2) - 242. Chōsa to kanojo 3 (jap. 調査と彼女 3) - 243. Bura to kanojo (jap. ブラと彼女) - 244. LINE (buntsū) to kanojo (jap. LINE(文通)と彼女) - 245. Sodatta ie to kanojo 1 (jap. 育った家と彼女 1) - 246. Sodatta ie to kanojo 2 (jap. 育った家と彼女 2) |                      |                        |                      |                        |
| 29 | 16 grudnia 2022      | ISBN 978-4-06-529936-4 | —                    |                        |
| Lista rozdziałów - 247. Sodatta ie to kanojo 2 (jap. 育った家と彼女 3) - 248. Sodatta ie to kanojo 4 (jap. 育った家と彼女 4) - 249. Hikkoshi to kanojo 1 (jap. 引っ越しと彼女 1) - 250. Hikkoshi to kanojo 2 (jap. 引っ越しと彼女 2) - 251. Hikkoshi to kanojo 3 (jap. 引っ越しと彼女 3) - 252. Hikkoshi to kanojo 4 (jap. 引っ越しと彼女 4) - 253. Hikkoshi to kanojo 5 (jap. 引っ越しと彼女 5) - 254. Hikkoshi to kanojo 6 (jap. 引っ越しと彼女 6) - 255. Hikkoshi to kanojo 7 (jap. 引っ越しと彼女 7) |                      |                        |                      |                        |
| 30 | 17 lutego 2023       | ISBN 978-4-06-530643-7 | —                    |                        |
| Lista rozdziałów - 256. Kanojo to hitotsu yane no shimo 1 (jap. 彼女と一つ屋根の下 1) - 257. Kanojo to hitotsu yane no shimo 2 (jap. 彼女と一つ屋根の下 2) - 258. Yoku to kanojo (jap. 浴と彼女) - 259. Yoku to kanojo 2 (jap. 浴と彼女 2) - 260. Senmendai to kanojo (jap. 洗面台と彼女) - 261. Neko to kanojo (jap. 猫と彼女) - 262. Tanjōbi to kanojo 2 1 (jap. 誕生日と彼女 2 1) - 263. Otearai to kanojo (jap. お手洗いと彼女) - 264. Hōtai to kanojo (jap. 包帯と彼女) |                      |                        |                      |                        |
| 31 | 17 maja 2023         | ISBN 978-4-06-531573-6 | —                    |                        |
| Lista rozdziałów - 265. Tanjōbi to kanojo 2 2 (jap. 誕生日と彼女 2 2) - 266. Tanjōbi to kanojo 2 3 (jap. 誕生日と彼女 2 3) - 267. Tanjōbi to kanojo 2 4 (jap. 誕生日と彼女 2 4) - 268. Tanjōbi to kanojo 2 5 (jap. 誕生日と彼女 2 5) - 269. Tanjōbi to kanojo 2 6 (jap. 誕生日と彼女 2 6) - 270. Tanjōbi to kanojo 2 7 (jap. 誕生日と彼女 2 7) - 271. Tanjōbi to kanojo 2 8 (jap. 誕生日と彼女2 8) - 272. Shinchoku to kanojo (jap. 進捗と彼女) - 273. Maruhadaka to kanojo (jap. 丸裸と彼女) |                      |                        |                      |                        |
| 32 | 14 lipca 2023        | ISBN 978-4-06-532184-3 | —                    |                        |
| Lista rozdziałów - 274. Kanojo to hitotsu yane no shimo 3 (jap. 彼女と一つ屋根の下 3) - 275. Kanojo to hitotsu yane no shimo 4 (jap. 彼女と一つ屋根の下 4) - 276. Kanojo to hitotsu yane no shimo 5 (jap. 彼女と一つ屋根の下 5) - 277. Kanojo to kaimono 1 (jap. 彼女と買い物 1) - 278. Kanojo to kaimono 2 (jap. 彼女と買い物 2) - 279. Kanojo to kaimono 3 (jap. 彼女と買い物 3) - 280. Kanojo to kaimono 4 (jap. 彼女と買い物 4) - 281. Kanojo to kumo (jap. 彼女と蜘蛛) - 282. Kanojo to yoru no konbini (jap. 彼女と夜のコンビニ) |                      |                        |                      |                        |
| 33 | 14 września 2023     | ISBN 978-4-06-532893-4 | —                    |                        |
| Lista rozdziałów - 283. Kazuya (jap. 和也) - 284. Kanojo to rekuriēshon (jap. 彼女とレクリエーション) - 285. Kanojo to rekuriēshon 2 (jap. 彼女とレクリエーション 2) - 286. Kanojo to rekuriēshon 3 (jap. 彼女とレクリエーション 3) - 287. Kanojo to kanojo no tomodachi 1 (jap. 彼女と彼女の友達 1) - 288. Kanojo to kanojo no tomodachi 2 (jap. 彼女と彼女の友達 2) - 289. Kanojo to kanojo no tomodachi 3 (jap. 彼女と彼女の友達 3) - 290. O degake to kanojo 1 (jap. お出掛けと彼女 1) - 291. O degake to kanojo 2 (jap. お出掛けと彼女 2) |                      |                        |                      |                        |
| 34 | 16 listopada 2023    | ISBN 978-4-06-533553-6 | —                    |                        |
| Lista rozdziałów - 292. Kodomo to kanojo 1 (jap. こどもと彼女 1) - 293. Kodomo to kanojo 2 (jap. こどもと彼女 2) - 294. Kodomo to kanojo 3 (jap. こどもと彼女 3) - 295. Kodomo to kanojo 4 (jap. こどもと彼女 4) - 296. Kodomo to kanojo 5 (jap. こどもと彼女 5) - 297. Chōsa to kanojo 4 (jap. 調査と彼女 4) - 298. Kanojo to boditatchi (jap. 彼女とボディタッチ) - 299. Sentakubutsu to kanojo (jap. 洗濯物と彼女) - 300. Ito to kanojo (jap. 糸と彼女) |                      |                        |                      |                        |
| 35 | 16 lutego 2024       | ISBN 978-4-06-534568-9 | —                    |                        |
| Lista rozdziałów - 301. Ito to kanojo 2 (jap. 糸と彼女 2) - 302. Ito to kanojo 3 (jap. 糸と彼女 3) - 303. Tomodachi to kanojo 3 (jap. 友達と彼女 3) - 304. Are to kanojo 1 (jap. アレと彼女 1) - 305. Are to kanojo 2 (jap. アレと彼女 2) - 306. Are to kanojo 3 (jap. アレと彼女 3) - 307. Renkano to kanojo 1 (jap. レンカノと彼女 1) - 308. Renkano to kanojo 2 (jap. レンカノと彼女 2) - 309. Renkano to kanojo 3 (jap. レンカノと彼女 3) |                      |                        |                      |                        |
| 36 | 17 kwietnia 2024     | ISBN 978-4-06-535136-9 | —                    |                        |
| Lista rozdziałów - 310. Kosupure to kanojo 1 (jap. コスプレと彼女 1) - 311. Kosupure to kanojo 2 (jap. コスプレと彼女 2) - 312. Kosupure to kanojo 3 (jap. コスプレと彼女 3) - 313. Kosupure to kanojo 4 (jap. コスプレと彼女 4) - 314. Osasoi to kanojo (jap. お誘いと彼女) - 315. Osasoi to kanojo 2 (jap. お誘いと彼女 2) - 316. Osasoi to kanojo 3 (jap. お誘いと彼女 3) - 317. Sukejūru to kanojo (jap. スケジュールと彼女) - 318. Kuroko (hokuro) to kanojo (jap. 黒子（ほくろ）と彼女) |                      |                        |                      |                        |
| 37 | 17 lipca 2024        | ISBN 978-4-06-536161-0 | —                    |                        |
| Lista rozdziałów - 319. Nayami to kanojo (jap. 悩みと彼女) - 320. Kyū to kanojo (jap. 球と彼女) - 321. Dēto to kare (jap. デートと彼) - 322. Dēto to kare 2 (jap. デートと彼 2) - 323. Dēto to kare 3 (jap. デートと彼 3) - 324. Dēto to kare 4 (jap. デートと彼 4) - 325. Dēto to kare 5 (jap. デートと彼 5) - 326. Dēto to kare 6 (jap. デートと彼 6) - 327. Dēto to kare 7 (jap. デートと彼 7) |                      |                        |                      |                        |
| 38 | 17 października 2024 | ISBN 978-4-06-537133-6 | —                    |                        |
| Lista rozdziałów - 328. Dēto to kare 8 (jap. デートと彼 8) - 329. Dēto to kare 9 (jap. デートと彼 9) - 330. Dēto to kare 10 (jap. デートと彼 10) - 331. Dēto to kare 11 (jap. デートと彼 11) - 332. Dēto to kare 12 (jap. デートと彼 12) - 333. Dēto to kare 13 (jap. デートと彼 13) - 334. Dēto to kare 14 (jap. デートと彼 14) - 335. Dēto to kare 15 (jap. デートと彼 15) - 336. Dēto to kare 16 (jap. デートと彼 16) |                      |                        |                      |                        |
| 39 | 17 stycznia 2025     | ISBN 978-4-06-538062-8 | —                    |                        |

## Kanojo, hitomishirimasu
| 1 | 17 września 2020 | ISBN 978-4-06-520602-7 |
| Lista rozdziałów - 01. Sumi to dōnatsu (jap. 墨とドーナツ) - 02. Sumi to shigoto (jap. 墨と仕事) - 03. Sumi to aenpai (jap. 墨と先輩) - 04. Sumi to otoshimono (jap. 墨と落とし物) - 05. Sumi to Kaori (jap. 墨と香織) - 06. Sumi to namida (jap. 墨と涙) |                  |                        |
| 2 | 17 lutego 2021   | ISBN 978-4-06-522069-6 |
| Lista rozdziałów - 07. Sumi to Kazuya-kun 1 (jap. 墨とカズヤ君 1) - 08. Sumi to Kazuya-kun 2 (jap. 墨とカズヤ君 2) - 09. Sumi to Kazuya-kun no o tomodachi (jap. 墨とカズヤ君のお友達) - 10. Sumi to kaiten sushi (jap. 墨と回転寿司) - 11. Sumi to satsuei (jap. 墨と撮影) - 12. Sumi to inunosanpo (jap. 墨と犬の散歩) - 13. Sumi to kareshi (jap. 墨と彼氏) |                  |                        |
| 3 | 17 maja 2022     | ISBN 978-4-06-525145-4 |
| Lista rozdziałów - 14. Sumi to kareshi 2 (jap. 墨と彼氏 2) - 15. Sumi to rāmen (jap. 墨とラーメン) - 16. Sumi to neirusaron (jap. 墨とネイルサロン) - 17. Sumi to kareshi 3 (jap. 墨と彼氏 3) - 18. Sumi to kyuakyua (jap. 墨とキュアキュア) - 19. Sumi to kyuakyua 2 (jap. 墨とキュアキュア 2)                                                                |                  |                        |